# Omphalocarpum
Omphalocarpum es un género con 37 especies de plantas perteneciente a la familia de las sapotáceas. Es originario del África tropical.

## Especies seleccionadas
- Omphalocarpum agglomeratum
- Omphalocarpum ahia
- Omphalocarpum anocentrum
- Omphalocarpum bequaerti
- Omphalocarpum bomanehense
- Omphalocarpum boyankombo
- Omphalocarpum elatum

## Sinonimia
- Ituridendron De Wild., Pl. Bequaert. 4: 100 (1926).
- Vanderystia De Wild., Pl. Bequaert. 4: 102 (1926).[1]